# Thomas Cup 2004/Qualifikation Ozeanien
Die Qualifikation zum Thomas Cup 2004 des ozeanischen Kontinentalverbandes fand vom 30. bis zum 31. Januar 2004 in Ballarat statt. Nur Neuseeland und Australien meldeten Teams für diese Qualifikationsrunde. Neuseeland qualifizierte sich als Sieger für die Endrunde.